# Nurscia albosignata
Nurscia albosignata is een spinnensoort in de taxonomische indeling van de rotskaardespinnen (Titanoecidae).
Het dier behoort tot het geslacht Nurscia. De wetenschappelijke naam van de soort werd voor het eerst geldig gepubliceerd in 1874 door Eugène Simon.